# Renzo Morigi
Lorenzo Mario „Renzo” Morigi (ur. 28 lutego 1895 w Rawennie, zm. 13 kwietnia 1962 w Bolonii) – włoski strzelec i polityk, mistrz olimpijski.

## Biografia
Z wykształcenia był fizykiem. Służył w armii włoskiej podczas I wojny światowej, zaś na początku lat 20. XX wieku wstąpił do Narodowej Partii Faszystowskiej. Był odpowiedzialny za działalność tzw. Czarnych Koszul na terenie obecnego regionu Emilia-Romania. W 1927 roku zastrzelił zamachowca, który próbował zamordować Ettore Mutiego. Muti był partyjnym przełożonym Morigiego i jednocześnie jego konkurentem politycznym. Morigi znany był także z upodobania do zestrzeliwania lamp ulicznych.
Igrzyska olimpijskie w Los Angeles (1932) były jego jedynymi zawodami olimpijskimi. Uczestniczył w jednej konkurencji – pistolecie szybkostrzelnym z 25 metrów. Wywalczył złoty medal, zdobywając w każdej z pięciu rund maksymalną liczbę punktów (łącznie 42 punkty). Był pierwszym włoskim strzelcem, który zdobył złoto na igrzyskach olimpijskich. Według niektórych plotek, osiągnięcie Morigiego zrobiło wrażenie na jednym z lokalnych gangsterów, który zaoferował Morigiemu pracę w jego grupie przestępczej.
W latach 1934–1939 był członkiem Izby Deputowanych.